# 8康丽
8康丽（英語：8 Conlay），位於馬來西亞首都吉隆坡吉隆坡城中城，是由三棟住商大樓混合的綜合體，毗鄰柏威年廣場。其中凱賓斯基酒店樓高307米，共68层，是馬來西亞第8高建築，也是该国国内唯一一家凯宾斯基酒店。YOO8 A栋高278米，共61层，室内设计由梁志天（Steve Leung）负责；B栋则是260米，共56层，室内设计由凯丽赫本（Kelly Hoppen）负责，为世界最高的螺旋形双栋高级品牌住宅大楼。 